# Антониос Сигалас
Антониос Сигалас (на гръцки: Αντωνίος Σιγάλας) е виден гръцки филолог и общественик, пръв председател на Обществото за македонски изследвания.

## Биография
Роден е в 1890 година на остров Сирос. Следва средновековна и съвременна гръцка литератрура в Мюнхен и в 1915 година получава докторска степен. Сигалас е автор на Исторически речник на гръцкия език от 1920 година. В 1926 година е назначен за професор в новосъздадения тогава Солунски университет „Аристотел“. Става професор по средновековна и новогръцка литература. Сигалас има дълбоки интереси в духовния живот на Македония и работи за създаването на Солунската общинска библиотека, като става председател на избирателната комисия.
Антониос Сигалас е инициатор на идеята за създаване на научна институция за изучаване на историята и културата на Македония, която е създадена през април 1939 година под името Общество за македонски изследвания. Става пръв председател на Обществото за македонски изследвания и съответно пръв редактор на списанието на Обществото „Македоника“. След немската окупация на Гърция от 1941 година Сигалас е хвърлен в затвора от германците. Става жертва на политическите страсти от 1946 година и е уволнен от Солунския университет. Антониос Сигалас продължава научната си дейност в Атина и Мюнхен.
Умира в 1981 година в Атина.